# Cycas bifida
Cycas bifida là một loài thực vật hạt trần trong họ Cycadaceae. Loài này được Dyer K.D.Hill mô tả khoa học đầu tiên năm 2004.